# Szekrényessy Pál
Szekrényessy Pál (székelyhídi) (Győr, 1800. március 6. – Pest, 1848. március 27.) a Királyi Tábla jegyzője, földbirtokos, kalapgyáros.

## Élete
Atyja székelyhídi Szekrényessy János győri tanácsnok, anyja vasvári Nagy-Eötvös Erzsébet.
A Győri Jogakadémia elvégzését követően atyja kívánságának megfelelően kereskedelmi gyakorlatot is szerzett. Még Győrben a Ghroshing-féle jónevű kereskedésben ténykedett mint üzletvezető. 1825-ben Pesten Pétzely Sámuel kalapkereskedő üzletébe szegődik, majd 1830-ban a Bécsből Pestre települt Dillinger-féle európai hírű kalapgyár igazgatója, majd társtulajdonosa, végül Dillinger Mátyás egyetlen gyermekének Erzsébetnek férje lett (1831).
Rövid idő alatt nagy vagyonra tett szert, minek következtében (még 1831-ben) Pest legnagyobb hírű kalapgyárát az úgynevezett Balitzky-féle üzemet is bekebelezte. Számos házingatlana mellett Soroksár Gubacs-pusztán elegáns kúriája mellett jól jövedelmező gazdaságot, nagyobb hozamú tehenészetet tart üzemben. Számos jótékonysági egylet és szervezet igazgatósági és rendes tagja. Kiemelt támogatója a Barabás Miklós vezette pesti Műegyesületnek. Jogi végzettségének megfelelően élete végéig a Királyi Tábla kinevezett jegyzője. Munkássága alatt a Dillinger kalap méltó versenytársa lett a bécsi és párizsi modelleknek, nagyban népszerűsítve a reformkori Pesten a polgári öltözködést és életformát. A Váci utcában előkelő kalapszalont tartott fenn.
Halála összefüggésbe hozható az 1848. március 15-i eseményekkel, amennyiben a zavargásoktól üzletét féltő gyárnok meghűlés következtében 12 nap múltán tüdőgyulladásban hunyt el Pesten.[pontosabban?]

## Testvérei
- Szekrényessy Endre városkapitány
- Szekrényessy József író, ügyvéd
- Szekrényessy Dániel szerkesztő.

## Gyermekei
- Szekrényessy Kornél a magyarországi ipari forradalom jeles mérnöke és a bécsi Wandl Szálló résztulajdonosa
- Szekrényessy Géza Ferenc József király udvari mérnöke, Szekrényessy Paulina dúsgazdag kalapgyáros a híres pesti Quentzer-féle kalapgyár és a Wankó-féle jónevű porcelán kereskedés tulajdonosa.

## Unokái
- Szekrényessy Károly mecénás, RT tulajdonos
- Scholtz Pál Kornél a Pálvölgyi barlang felfedezője
- Szekrényessy Gizella bécsi operaénekes

## Dédunokája
- Szekrényessy Margit nyelvész

## Unokaöccsei
- Szekrényessy Kálmán az első magyar úszó, első magyar sportlap alapítója
- Szekrényessy Lajos tárcacikk-író, vitorlázó
- Szekrényessy Árpád földbirtokos, mecénás, az edelényi városi múzeum névadója

## Unokahúga
- Szekrényessy Margit írónő.